# 黄槐镇
黄槐镇是中华人民共和国广东省梅州市兴宁市下辖的一个乡镇级行政单位。，位於興寧北部，与梅县、平远及江西寻乌交界。距離城鎮44公里。全鎮人口3萬6千多人。下轄12個行政村和1個居委會。

## 行政区划
黄槐镇下辖以下地区：
黄槐社区、槐东村、槐西村、西一村、西二村、禾村、双下村、双龙村、下宝龙村、上宝龙村、宝丰村、新村和黄溪村。